# Angol labdarúgó-bajnokság (harmadosztály – észak)
A Football League Third Division North egy már megszűnt angol labdarúgó-bajnokság, amelyet 1921-ben alapítottak, és 1958-ban szűnt meg, és a harmadosztálynak felelt meg. A liga párhuzamosan futott a harmadosztály déli csoportjával.
A 2 bajnokság létrejötte előtt és után is a harmadosztály nem volt csoportokra osztva.
Mivel a bajnokságból csak egy csapat juthatott fel a másodosztályba, sok csapat rengeteg időt töltött el ebben az osztályban, páran pedig a 37 év alatt egyszer sem jutottak fel. A bajnokságban eredetileg 20 csapat vett részt, ez később 22-re bővült.

## A győztesek
| 1922 | Stockport County        |
| 1923 | Nelson                  |
| 1924 | Wolverhampton Wanderers |
| 1925 | Darlington              |
| 1926 | Grimsby Town            |
| 1927 | Stoke City              |
| 1928 | Bradford Park Avenue    |
| 1929 | Bradford City           |
| 1930 | Port Vale               |
| 1931 | Chesterfield            |
| 1932 | Lincoln City            |
| 1933 | Hull City               |
| 1934 | Barnsley                |
| 1935 | Doncaster Rovers        |
| 1936 | Chesterfield            |
| 1937 | Stockport County        |
| 1938 | Tranmere Rovers         |
| 1939 | Barnsley                |
| 1947 | Doncaster Rovers        |
| 1948 | Lincoln City            |
| 1949 | Hull City               |
| 1950 | Doncaster Rovers        |
| 1951 | Rotherham United        |
| 1952 | Oldham Athletic         |
| 1953 | Lincoln City            |
| 1954 | Port Vale               |
| 1955 | Barnsley                |
| 1956 | Grimsby Town            |
| 1957 | Derby County            |
| 1958 | Scunthorpe United       |